# إرنست يونغ
إرنست يونغ (بالإنجليزية: Ernest Young)‏ هو سياسي بريطاني (وحمل سابقاً جنسية المملكة المتحدة لبريطانيا العظمى وأيرلندا)، ولد في 28 يوليو 1882، وتوفي في 21 أكتوبر 1953. حزبياً، نشط في الحزب الليبرالي. في الانتخابات العامة في المملكة المتحدة 1931 ‏، انتخب عضو برلمان المملكة المتحدة الـ36 عن دائرة Middlesbrough East (UK Parliament constituency) ‏ (27 أكتوبر 1931 – 25 أكتوبر 1935).